# Rybníky V Pouštích
Rybníky V Pouštích este o arie protejată (arie specială de conservare — SAC, sit de importanță comunitară — SCI) din Republica Cehă întinsă pe o suprafață de 25,8 ha, integral pe uscat.

## Localizare
Centrul sitului Rybníky V Pouštích este situat la coordonatele 49°17′01″N 15°32′09″E / 49.283611°N 15.535833°E.

## Înființare
Situl Rybníky V Pouštích a fost declarat sit de importanță comunitară în aprilie 2005 pentru a proteja 1 specie de plante și 1 specie de animale. Situl a fost protejat și ca arie specială de conservare în iunie 2018.

## Biodiversitate
Situată în ecoregiunea continentală, aria protejată conține 2 habitate naturale: Ape stătătoare oligotrofe până la mezotrofe, cu vegetație de Littorelletea uniflorae și/sau de Isoëto-Nanojuncetea, Lacuri eutrofice naturale cu vegetație de tip Magnopotamion sau Hydrocharition.
La baza desemnării sitului se află mai multe specii protejate:
- plante (1): Coleanthus subtilis
- amfibieni (1): buhai de baltă cu burta roșie (Bombina bombina)